# District de Samani

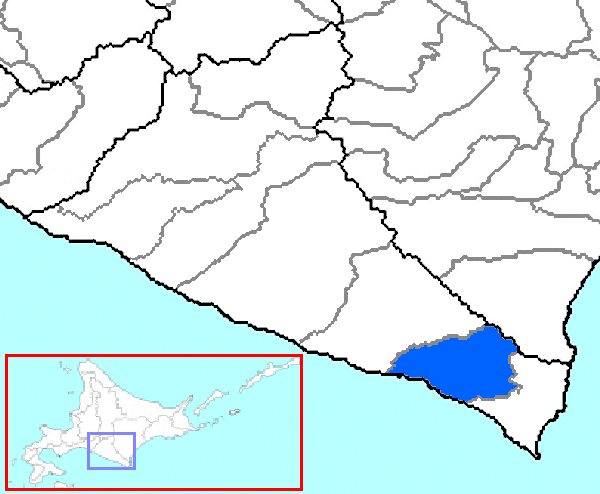
District de Samani, sous-préfecture de Hidaka.

Le district de Samani (様似郡, Samani-gun) est un district de la sous-préfecture de Hidaka, au Japon.
Au 31 mars 2015, la population de ce district s'élevait à 4 675 habitants répartis sur une superficie de 364,3 km2.

## Bourg
- Samani